# El Primer Día de Verano
El Primer Día de Verano (en islandés: sumardagurinn fyrsti) es una fiesta que tiene lugar en Islandia el primer jueves después del 18 de abril de cada año y que celebra la llegada del verano porque durante estos días el sol comienza a remontarse claramente sobre el horizonte tras las largas noches invernales de las regiones boreales.
Es una antigua fiesta de raigambre nórdica. Antiguamente en Islandia el año se dividía en tan sólo dos estaciones: el invierno y la primavera (o verano). El Primer Día de Verano se corresponde con el primer día del mes llamado harpa, que era el sexto mes del antiguo calendario islandés. 
El Primer Día de Verano se festeja en Islandia con desfiles, espectáculos y otros eventos y en él es tradición que la gente se haga regalos.

## Neopaganismo
La asociación confesional neopagana Ásatrúarfélagið, la rama islandesa de Ásatrú, celebra el Sigurblót o el blót del Primer Día de Verano. Una de las principales festividades
- Datos: Q2247397